# Грабов
Грабов (нім. Grabow) — місто в Німеччині, розташоване в землі Мекленбург-Передня Померанія. Входить до складу району Людвігслуст-Пархім. Центр об'єднання громад Грабов.
Площа — 72,08 км2. Населення становить 5559 ос. (станом на 31 грудня 2020).